# Centre sportif de Fengtai
 (octobre 2024).
Si vous disposez d'ouvrages ou d'articles de référence ou si vous connaissez des sites web de qualité traitant du thème abordé ici, merci de compléter l'article en donnant les références utiles à sa vérifiabilité et en les liant à la section « Notes et références ».

Le Centre sportif de Fengtai (en chinois : 丰台体育中心) est un complexe de stades de softball situé à Pékin en Chine.

## Histoire
Il a accueilli les compétitions de softball durant les Jeux olympiques d'été de 2008. 
Le complexe est constitué de deux terrains de compétition et plusieurs d'entraînement. Le stade a une capacité de 13 000 personnes. 
Il est l'un des lieux où se sont déroulés les Jeux d'Asie de 1990 et la Coupe du monde féminine de softball 1992.
La rénovation du stade a été terminée le 28 juillet 2006, à temps pour le 11e championnat du monde féminin de softball. 